# Astor Row

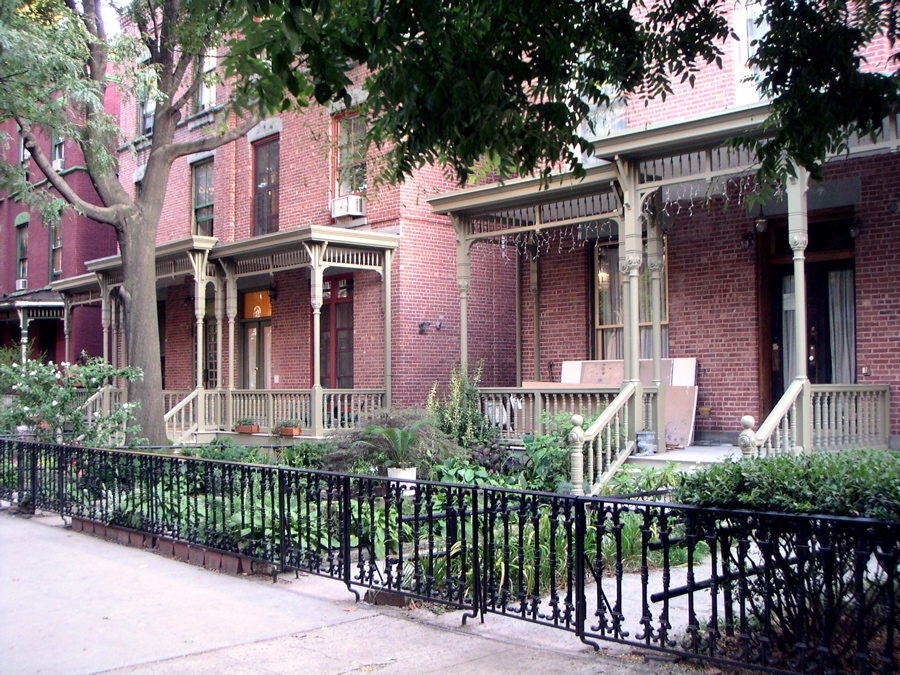
Astor Row

Astor Row ist die Bezeichnung für 27 Wohngebäude, bestehend aus vier Doppelhäusern und 19 Reihenhäusern an der Südseite der West 130th Street zwischen Fifth Avenue und Lenox Avenue im Stadtteil Harlem im Stadtbezirk Manhattan in New York City. Einst waren es 28 Häuser, ein Reihenhaus musste 2021 abgerissen werden.

## Erscheinungsbild
Das Besondere an der Astor Row ist die für Manhattan ungewöhnliche Gestaltung der dreistöckigen Einfamilienhäuser. Die Häuser wurden von der Straße zurückversetzt errichtet und sie haben alle hölzerne Veranden und einen Vorgarten. Dies macht einen südstaatlichen Eindruck und wurde mit dem Erscheinungsbildes eines Teils von Savannah (Georgia) verglichen.

## Geschichte
Die Häuser wurden auf einem Grundstück errichtet, das 1844 von John Jacob Astor für 10.000 US-Dollar erworben wurde. Jedoch wurde das Bauvorhaben von seinem Enkel William Backhouse Astor umgesetzt, der den Architekten und Bauträger Charles Buek anheuerte, um das Projekt zu betreuen. Die Häuser wurden alle zwischen 1880 und 1883 in drei Etappen erbaut.
Nach dem Tode von William Backhouse Astor wurden die Häuser unter seinen Enkel aufgeteilt: Mary, James und Sarah Van Alen. Das Eigentum blieb im Besitz der Astor-Familie bis 1911, als die zehn westlichsten Häuser an den Immobilien-Investor Max Marx verkauft wurden, der diese gegen einen Anteil an einem Appartement-Gebäude in Washington Heights eintauschte. Die neuen Eigentümer, die Brown Realty Company konnte jedoch den Kredit nicht bedienen, so dass die Häuser in den Besitz der New York Savings Bank übergingen.
1920 beschrieb ein Reporter der New York Times die Häuser als eine der attraktivsten und exklusivsten Wohnhäuser in Harlem („one of the most attractive and exclusive home centres“), die ein Bild von häuslicher Beschaulichkeit und Behaglichkeit böten, die nur wenige andere Blocks in Manhattan aufweisen („a picture of domestic tranquility and comfort which few other blocks in the city possess“). 1928 beschrieb Claude McKay in seinem Roman Home to Harlem die Astor Row als „Block Wunderschön“ („the block beautiful“).
Die Häuser der Astor Row wurden ursprünglich für 1000 US-Dollar pro Jahr vermietet und waren so nachgefragt, dass es für diese Objekte auf Jahre hinaus eine Warteliste gab. Anfangs lebten hier Weiße. 1920 kaufte der Immobilienunternehmer James Cruikshank 20 der 28 Häuser (zehn, die im Besitz der New York Savings Bank waren und zehn, die noch im Besitz der Astor-Familie waren) und vermietete diese an Schwarze.
Ende 2021 musste das Haus in der „28 West 130th Street“ nach mehreren Jahren des Verfalls abgerissen werden. Im Jahr 2015 hatte die New York City Landmarks Preservation Commission (LPC) die Hausbesitzerin verklagt, um sie zur Reparatur des seit 1986 leer stehenden Hauses zu zwingen, die sie aber aus finanziellen Gründen nicht durchführen lassen konnte.

## Niedergang
Die Häuser wurden während des Niedergangs von Harlem von 1930 bis 1990 nicht in Stand gehalten und die Veranden gingen nach und nach verloren. In der zweiten Ausgabe des AIA Guide to New York City von 1978 wird der Astor Row attestiert, sie hätte eine dezente Schönheit, die durch das jahrelange wirtschaftliche Elend getrübt sei („restrained beauty which has been tarnished by years of economic distress“).

## Sanierung
1981 stellte New York City diese Häuser unter Denkmalschutz und stellte finanzielle Mittel zur Verfügung, um die Fassaden wiederherzustellen und die Rohrleitungen, Heizungen und Elektroinstallationen zu sanieren. Die Institutionen, die diese Sanierungen überwachten und finanzierten waren das New York Landmarks Conservancy, die Landmarks Preservation Commission, die Vincent Astor Foundation, das Manhattan Community District 10, die Abyssian Development Corporation, der Commonwealth Fund, das New York City Department of Housing Preservation and Development und verschiedene lokale Banken.
1992 trat Ella Fitzgerald bei einem Benefizkonzert in der Radio City Music Hall auf, um Geld für die Sanierung zu sammeln. Ende der 1990er Jahre waren die Veranden und andere ornamentale Elemente bei fast allen Gebäuden des Blocks renoviert. Im August 2009 schrieb die New York Times, der Block sei mitten im starken, bisher nicht vollendeten Aufschwung der umliegenden Straßen in Central Harlem („the block is at the center of an intense but, as yet, unfinished revival of the surrounding streets in Central Harlem“).

## Astor Row heute

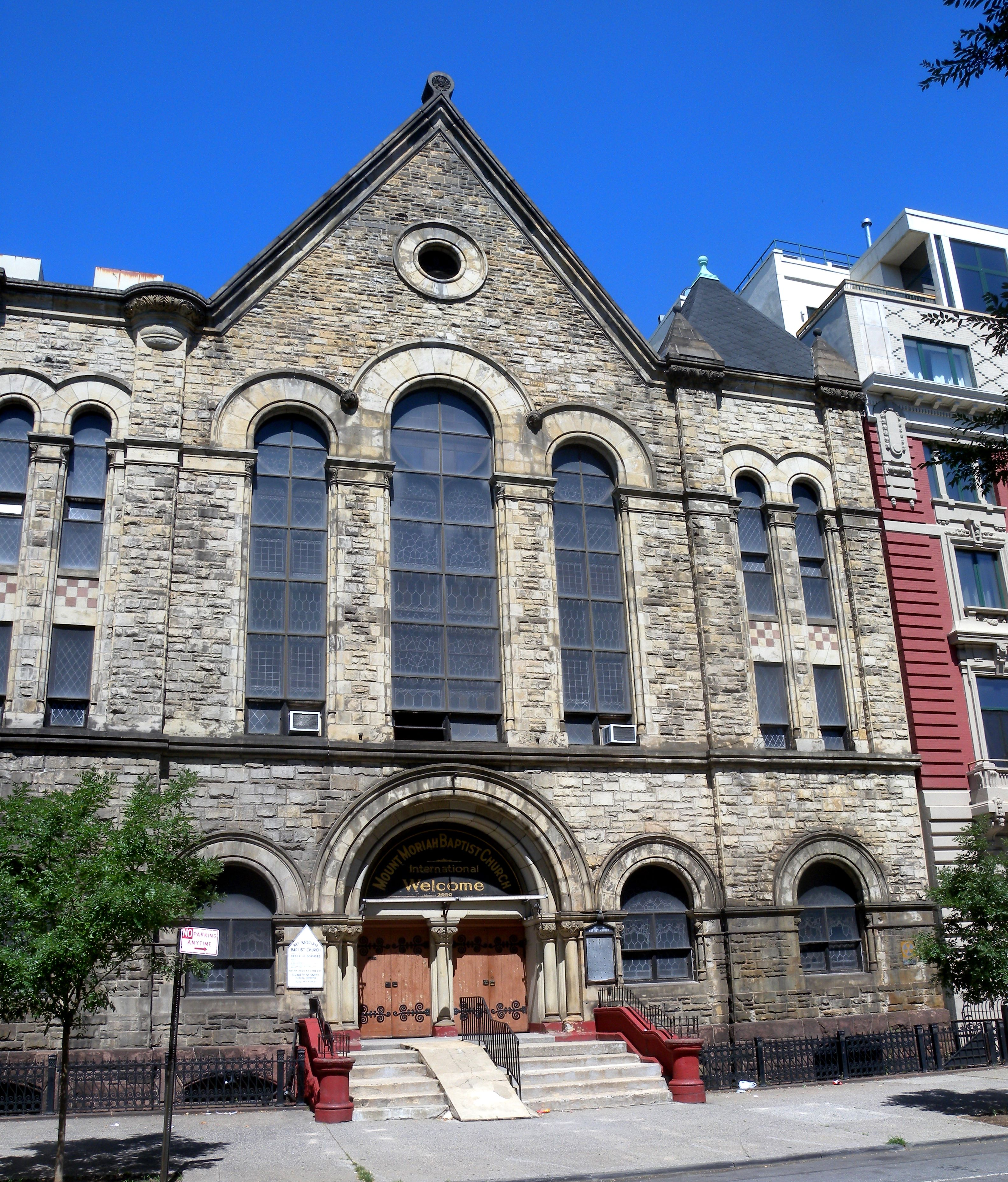
Mount Moriah Baptist Church

Heute ist die seit 2021 aus 27 Häusern bestehende Astor Row multikulturell geprägt und eine der herausragenden architektonischen Sehenswürdigkeiten in Harlem. Sie befindet sich in der Nähe von Sylvia’s Restaurant of Harlem, der Mount Moriah Baptist Church, dem ehemaligen Wohnort von Langston Hughes und anderen Sehenswürdigkeiten in Harlem.